# Championnat de Gambie de football 2006
Navigation
Édition précédente Édition suivante
La saison 2006 du Championnat de Gambie de football est la trente-huitième édition de la GFA League Division I, le championnat national de première division en Gambie. Les dix équipes engagées sont regroupées au sein d'une poule unique où elles affrontent deux fois leurs adversaires, à domicile et à l'extérieur. En fin de saison, les deux derniers du classement sont relégués et remplacés par les deux meilleurs clubs de deuxième division.
C'est le club de Gambia Ports Authority qui remporte la compétition cette saison après avoir terminé en tête du classement, avec sept points d'avance sur le duo Gamtel FC-Steve Biko FC. C'est le cinquième titre de champion de Gambie de l'histoire du club.

## Participants
- Wallidan FC
- Steve Biko FC
- Real de Banjul
- Interior FC - Promu de D2
- Hawks FC
- Gambia Ports Authority
- Armed Forces FC
- Bakau United FC
- Cherno Samba Academy FC - Promu de D2
- Gamtel FC

## Compétition

### Classement
Le classement est établi sur le barème de points suivant : victoire à 3 points, match nul à 1, défaite à 0.
| Rang | Équipe                   | Pts | J  | G  | N | P | Bp | Bc | Diff |
| ---- | ------------------------ | --- | -- | -- | - | - | -- | -- | ---- |
| 1    | Gambia Ports Authority   | 33  | 17 | 10 | 3 | 4 | 14 | 6  | +8   |
| 2    | Gamtel FC                | 26  | 17 | 7  | 5 | 5 | 9  | 8  | +1   |
| 3    | Steve Biko FC            | 26  | 18 | 6  | 8 | 4 | 10 | 10 | 0    |
| 4    | Armed Forces FC          | 25  | 17 | 6  | 7 | 4 | 15 | 10 | +5   |
| 5    | Wallidan FCT             | 24  | 16 | 7  | 3 | 6 | 14 | 13 | +1   |
| 6    | Hawks FCC                | 22  | 15 | 5  | 7 | 3 | 16 | 8  | +8   |
| 7    | Bakau United FC          | 20  | 16 | 5  | 5 | 6 | 9  | 13 | -4   |
| 8    | Real de Banjul           | 19  | 15 | 4  | 7 | 4 | 9  | 7  | +2   |
| 9    | Cherno Samba Academy FCP | 10  | 15 | 2  | 4 | 9 | 5  | 16 | -11  |
| 10   | Interior FCP             | 10  | 16 | 1  | 7 | 8 | 6  | 16 | -10  |

|  | Qualification pour la Ligue des champions de la CAF 2007                               |
|  | Qualification pour la Coupe de la confédération 2007                                   |
|  | Relégation directe en deuxième division                                                |
|  | T : Tenant du titre C : Vainqueur de la Coupe de Gambie P : Promu de deuxième division |

- Le classement est incomplet car le résultat de nombreuses rencontres est inconnu.

## Bilan de la saison
| Championnat de Gambie de football 2006 |                                   |
| Champion                               | Gambia Ports Authority (5e titre) |
| Coupes et trophées                     |                                   |
| Vainqueur de la Coupe de Gambie 2006   | Hawks FC                          |
| Qualifications continentales           |                                   |
| Ligue des champions de la CAF 2007     | Gambia Ports Authority            |
| Coupe de la confédération 2007         | Hawks FC                          |
| Promotions et relégations              |                                   |
| Promus en GFA League Division I        | Sait Matty FC                     |
| Promus en GFA League Division I        | Sea View FC                       |
| Relégués en GFA League Division II     | Interior FC                       |
| Relégués en GFA League Division II     | Cherno Samba Academy FC           |